# Фіялка каменелюбна
Фіялка каменелюбна, фіалка гола, фіалка піскова (Viola rupestris) — вид рослин з родини фіалкові (Violaceae), поширений у Європі й помірній Азії. Етимологія: лат. rupes — «камінь», estris — прикметниковий суфікс, який вказує на походження або місце проживання.

## Опис
Багаторічна трава. Висота: 2–6(10) см. Стебло листяне, розгалужене, зазвичай щільно короткошерсте. Листя: у базальній розетці й чергується на стовбурі, черешкове. Листові пластини ниркоподібно-серцеподібні, з дрібно закругленими зубчиками, щільно волосаті, товсті, від синювато-зелених до темно-зелених, базальна виїмка досить дрібна. Прилистки яйцювато-ланцетні, довго зубчасті.
Квітки самотні в пазухах, похилі. Віночок від синьо до світло-пурпурового, (іноді білий), ≈ 1.0–1.5 см завширшки; пелюсток 5, найнижча зі шпорою (іноді білою). Чашолистків 5. Тичинок 5. Плід: короткошерста, 3-х клапанна коробочка. Час цвітіння: травень і червень (ssp. rupestris); липень і серпень (ssp. relicta)

## Поширення
Поширений майже у всій Європі й у помірних областях Азії. Населяє узгір'я,  схили широколистяних лісів, скелясті відслони, піщанисті луки, прірви.
В Україні зростає на відслоненнях — у західному Лісостепу.

## Галерея

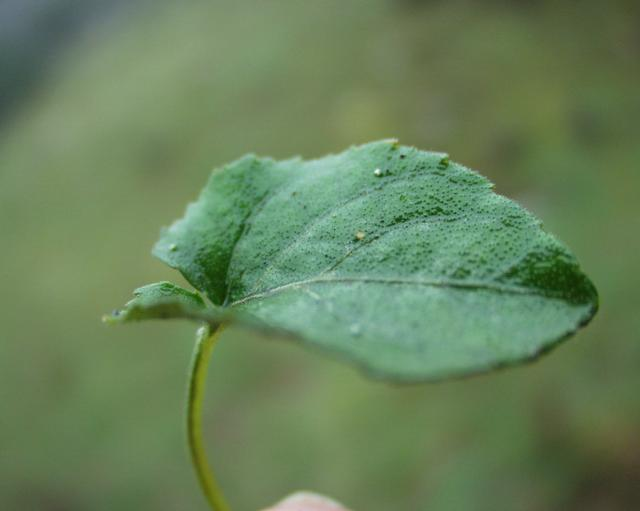
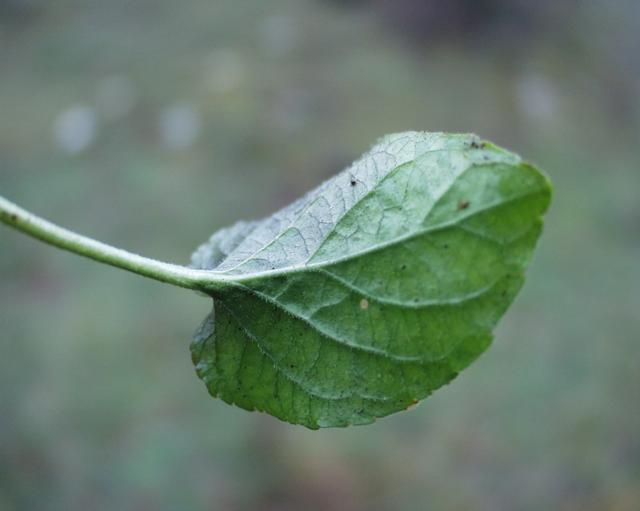
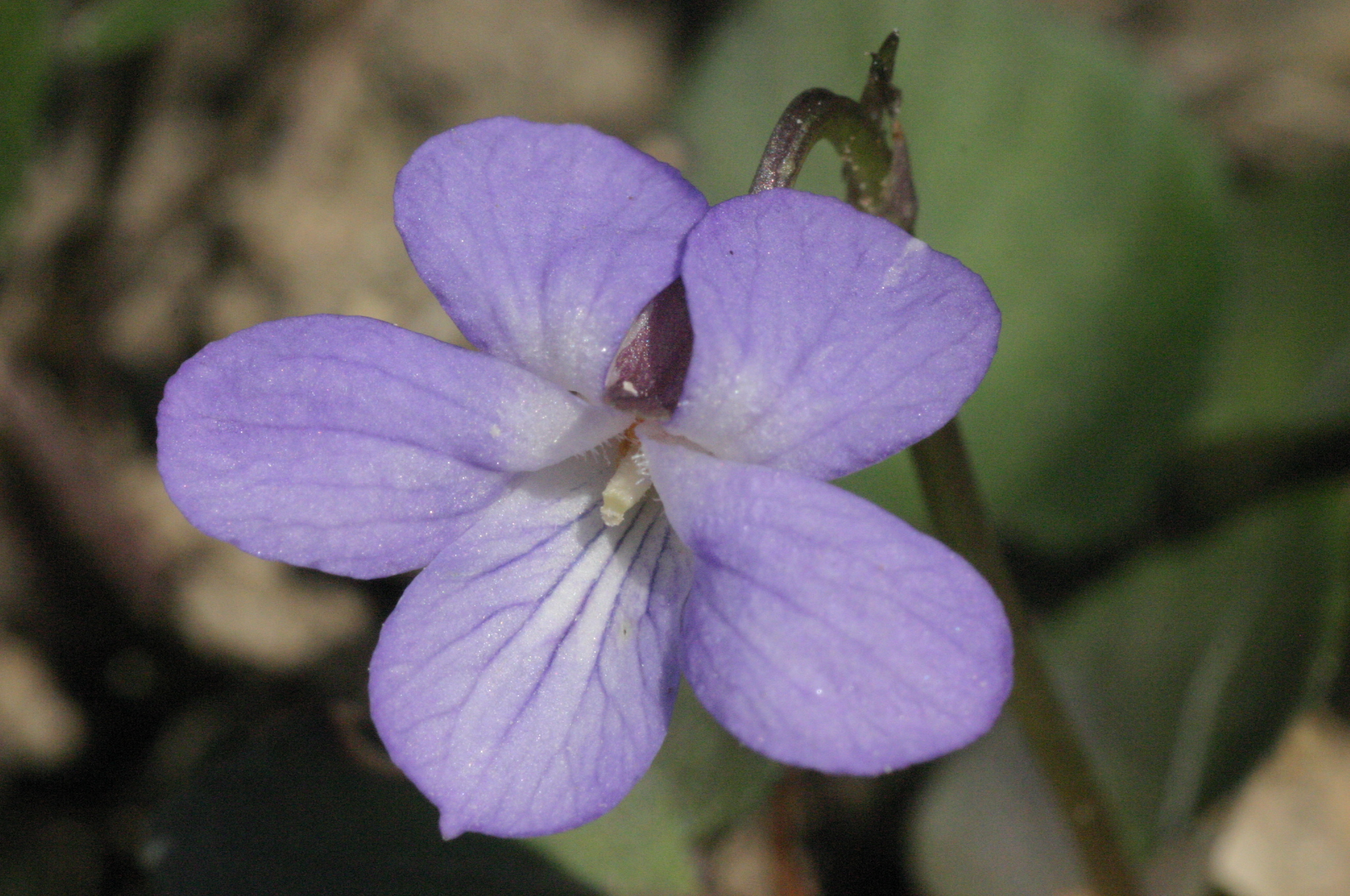